# Patrouille de France
La Patrulla Acrobática de Francia (en francés: Patrouille Acrobatique de France), llamada habitualmente Patrouille de France y abreviada PAF, es el equipo de demostración acrobática del Ejército del Aire Francés (Armée de l'Air). Su origen se remonta a 1931, siendo uno de los grupos acrobáticos más antiguos y mejor valorados del mundo. Actualmente vuelan 7 aviones Dassault/Dornier Alpha Jet.

## Aviones utilizados
| Avión                      | Número | Periodo           |
| -------------------------- | ------ | ----------------- |
| Republic F-84G Thunderjet  | 4      | 1953 — 1954       |
| Dassault MD 450 Ouragan    | ?      | 1954 — 1957       |
| Dassault MD 454 Mystère IV | 5      | 1957 — 1964       |
| Fouga Magister             | 6      | 1964 — 1981       |
| Dassault/Dornier Alpha Jet | 7      | 1981 — actualidad |

## Galería de imágenes

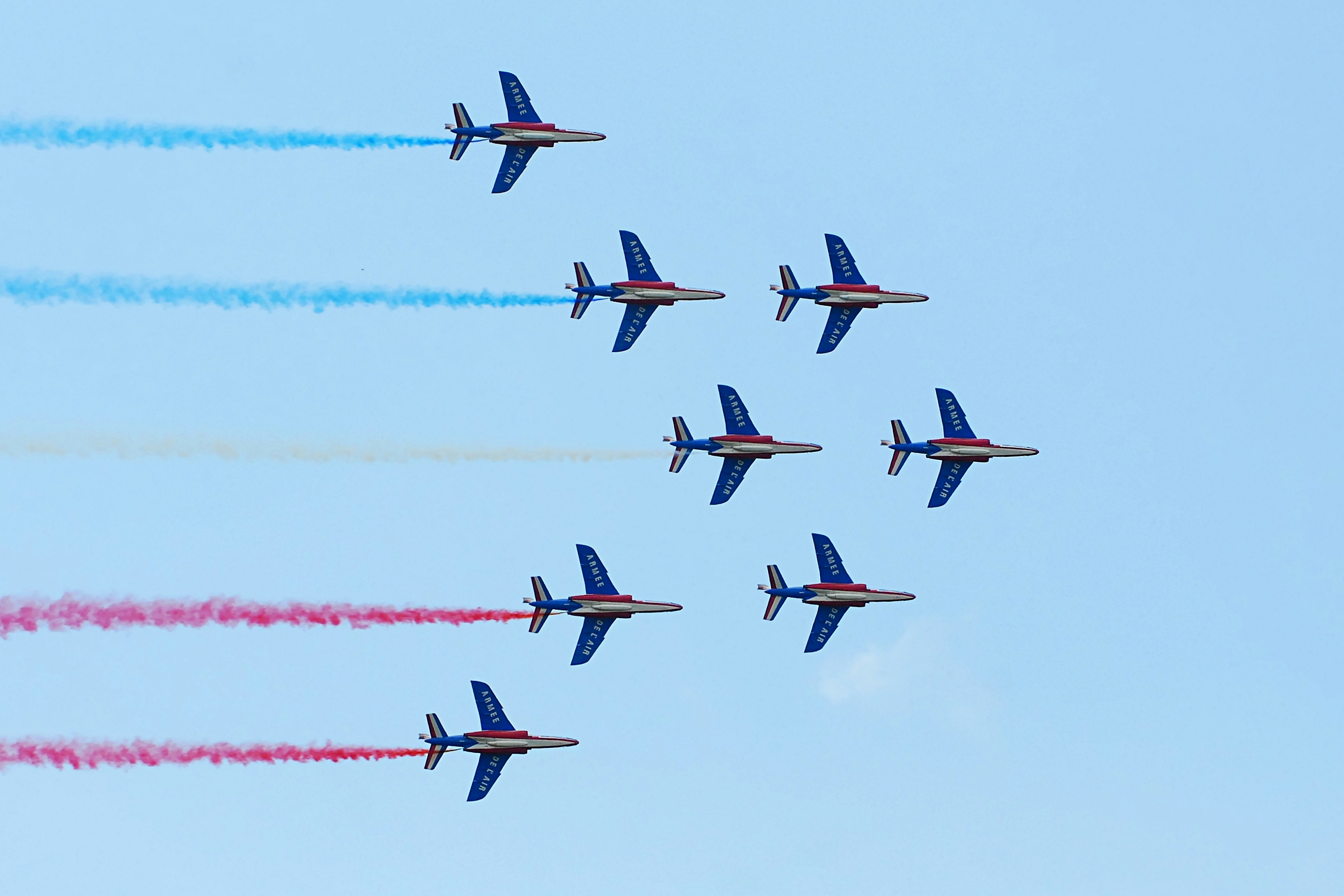
En formación «canard».
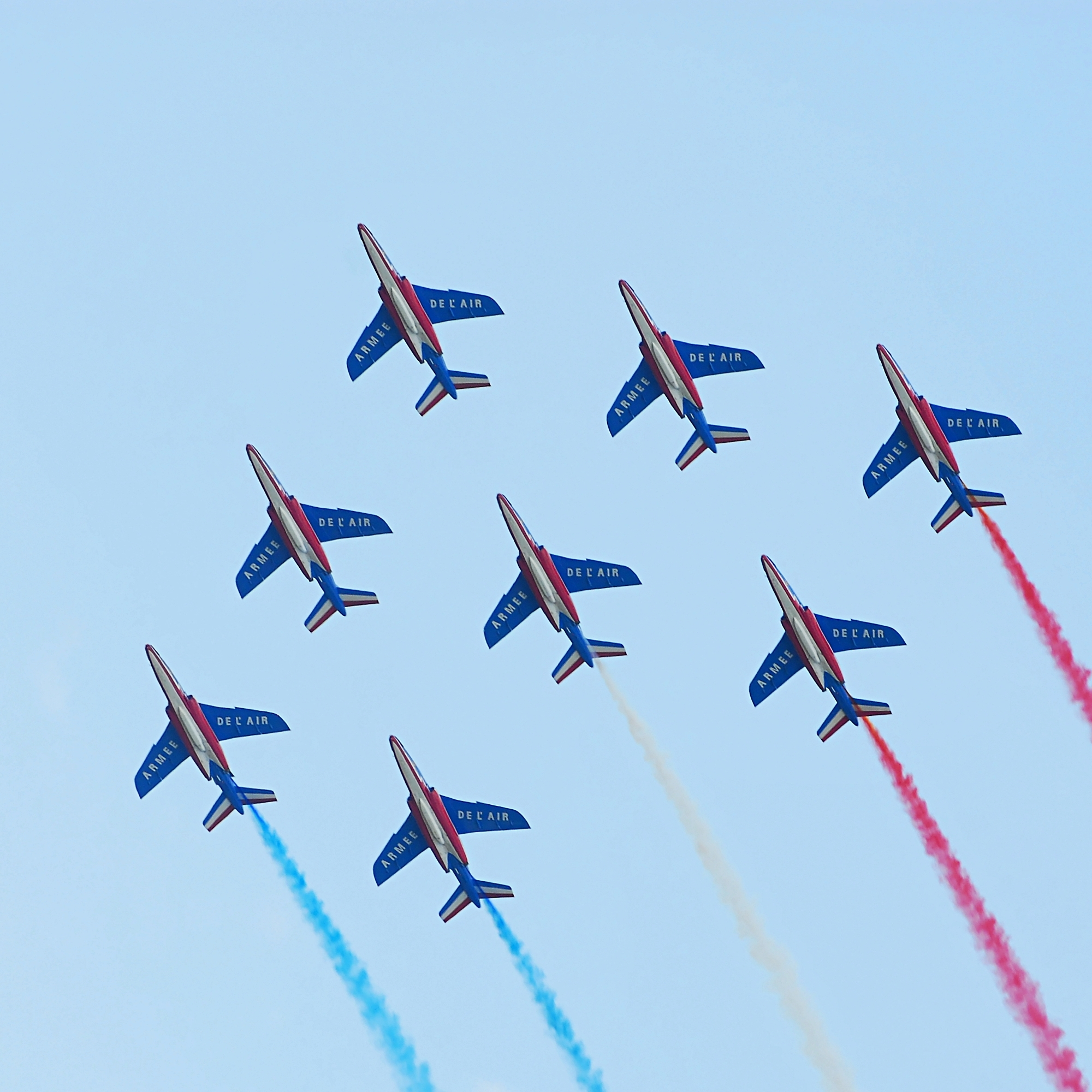
En formación «diamant».
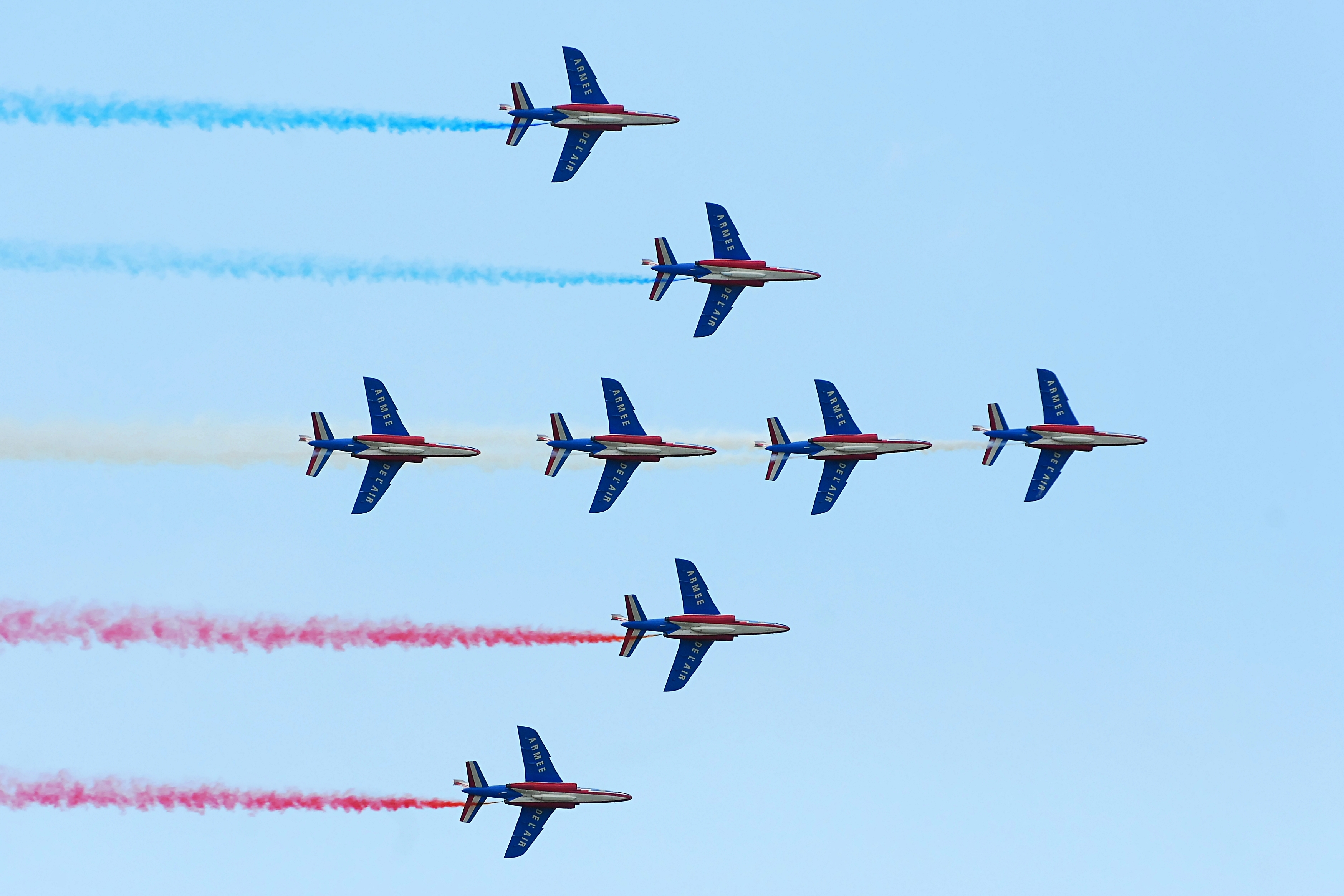
En formación «dard».
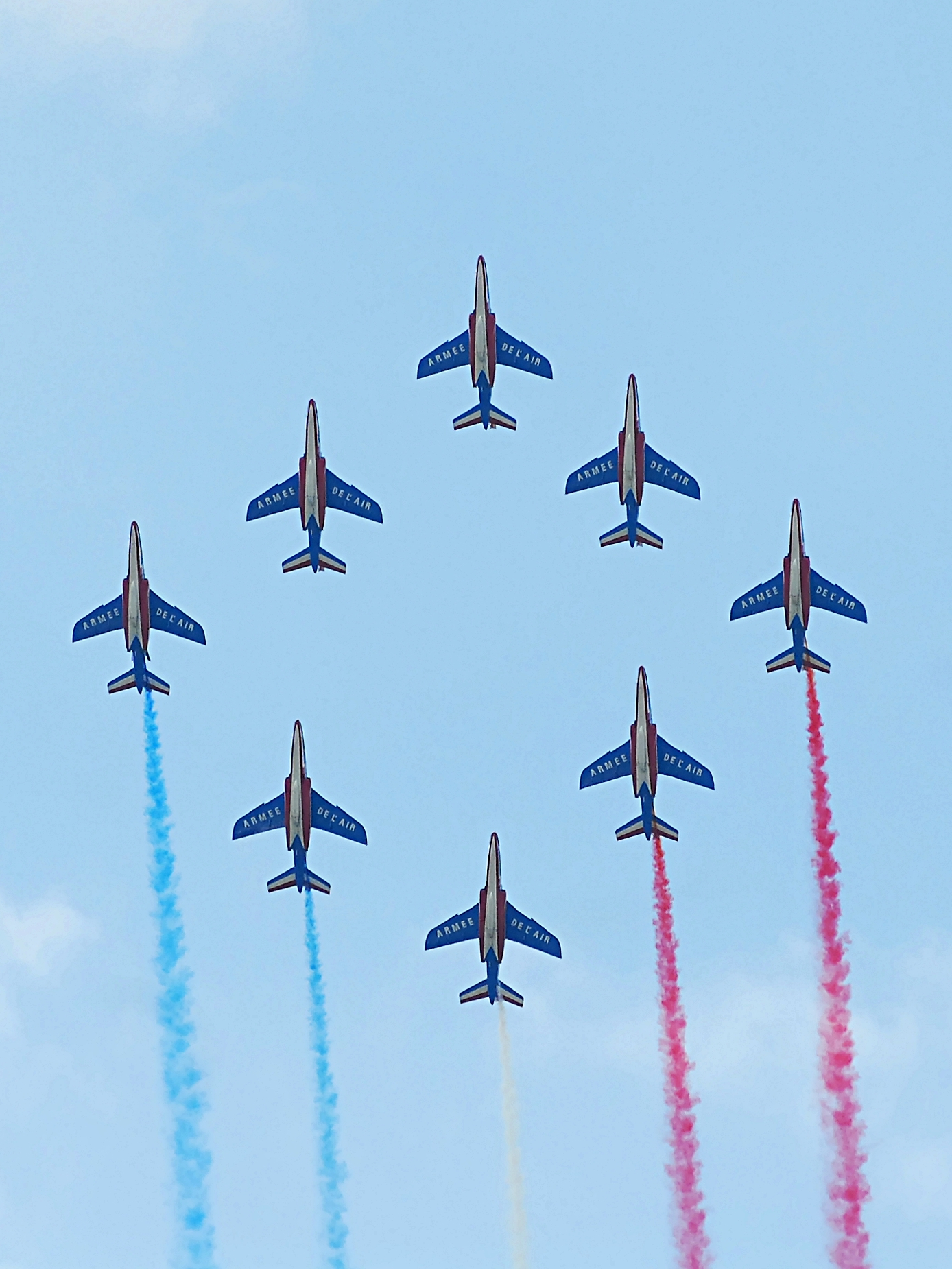
En formación «losange».
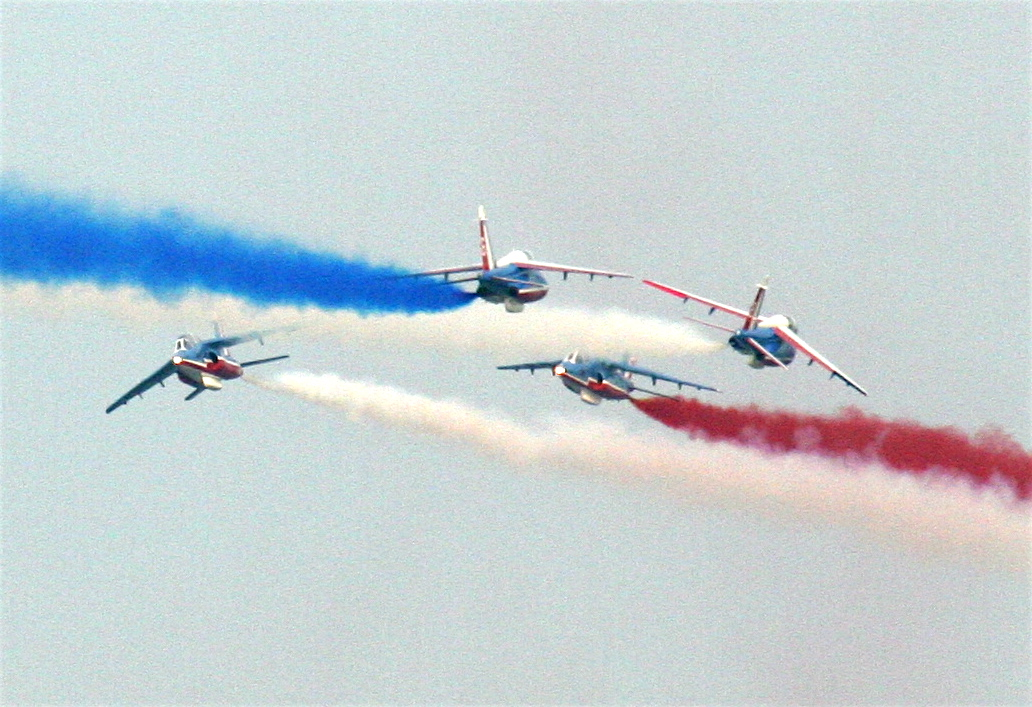
Cruce entre cuatro aviones.
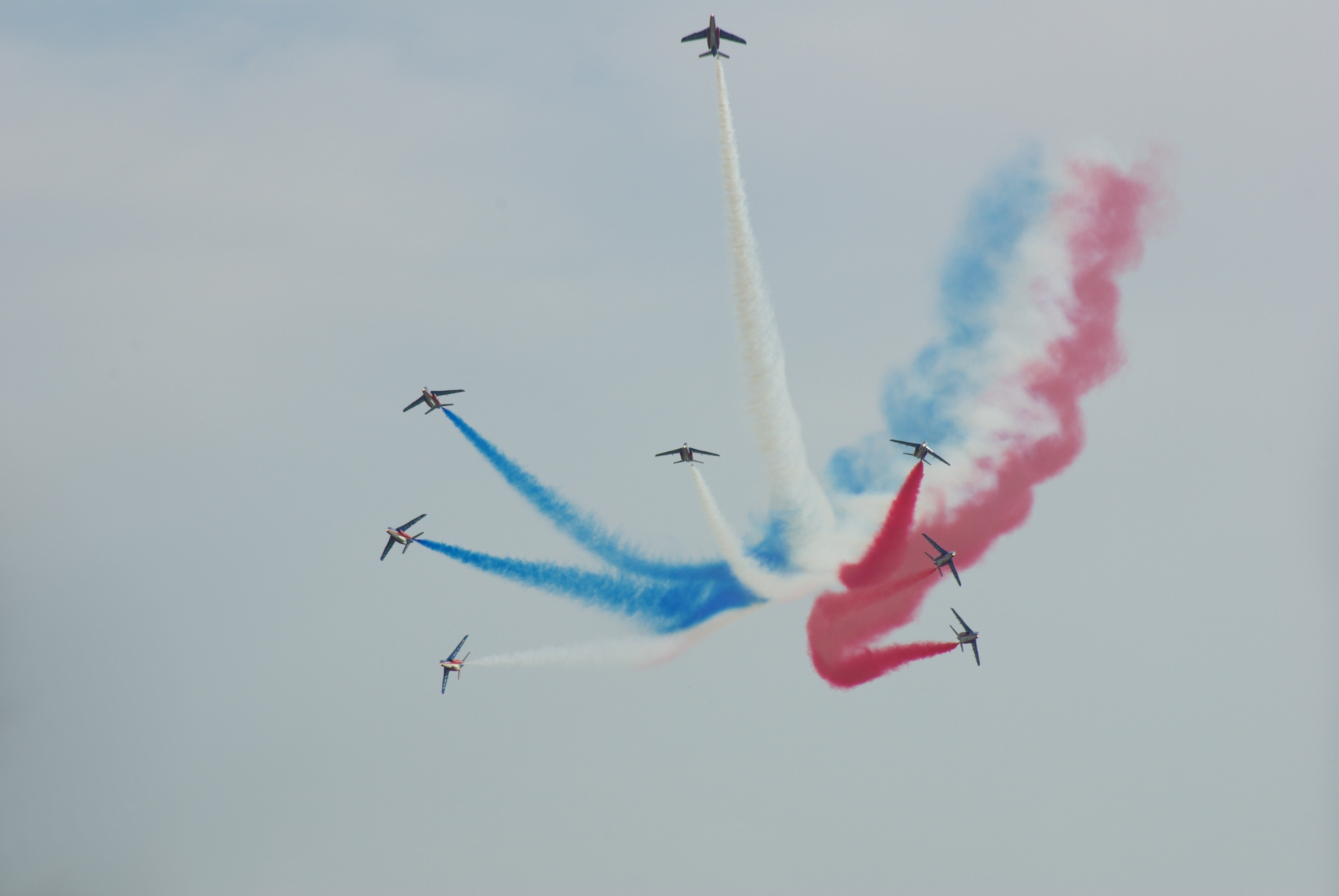
Rotura final.
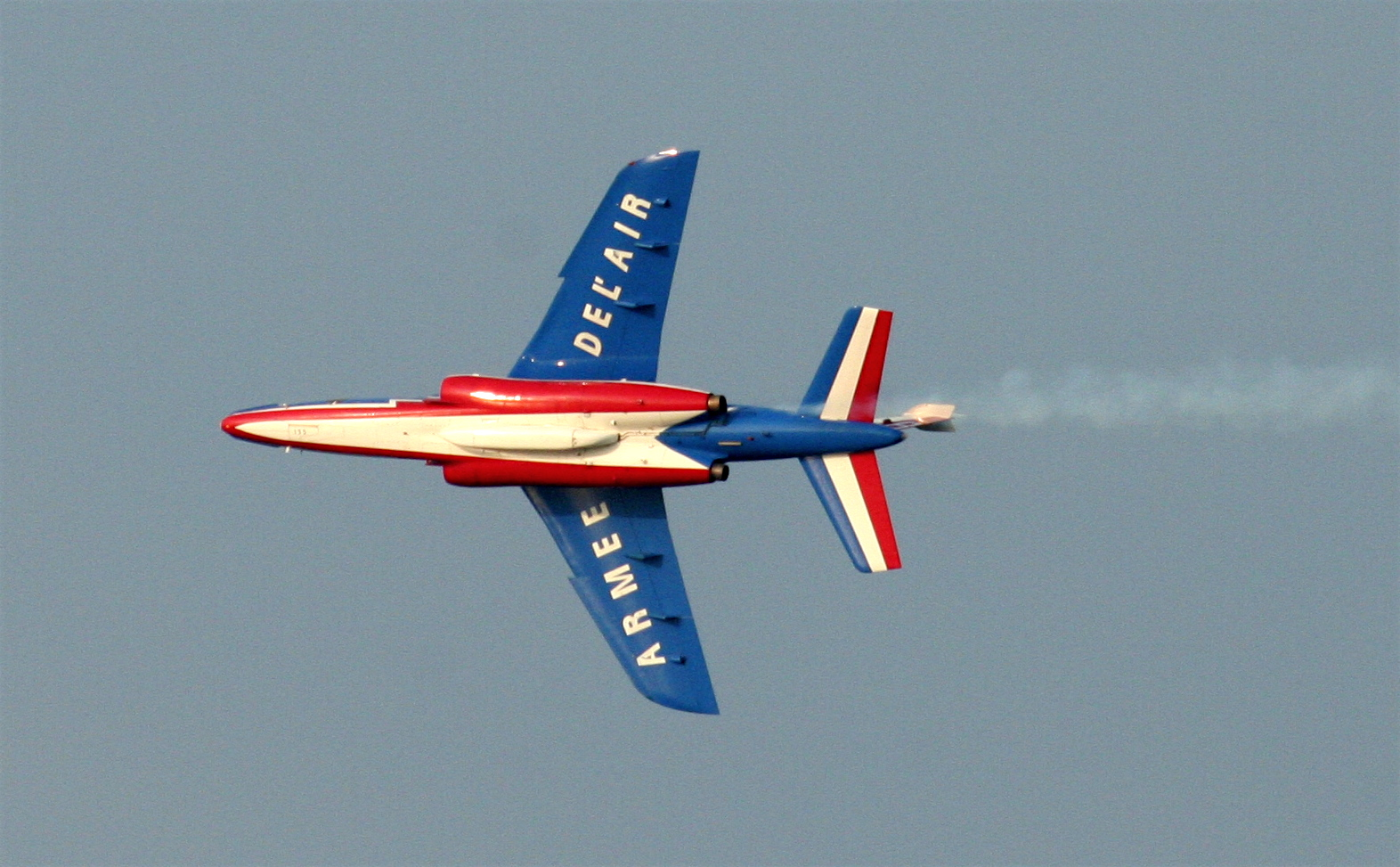
Dassault/Dornier Alpha Jet de la Patrouille de France.
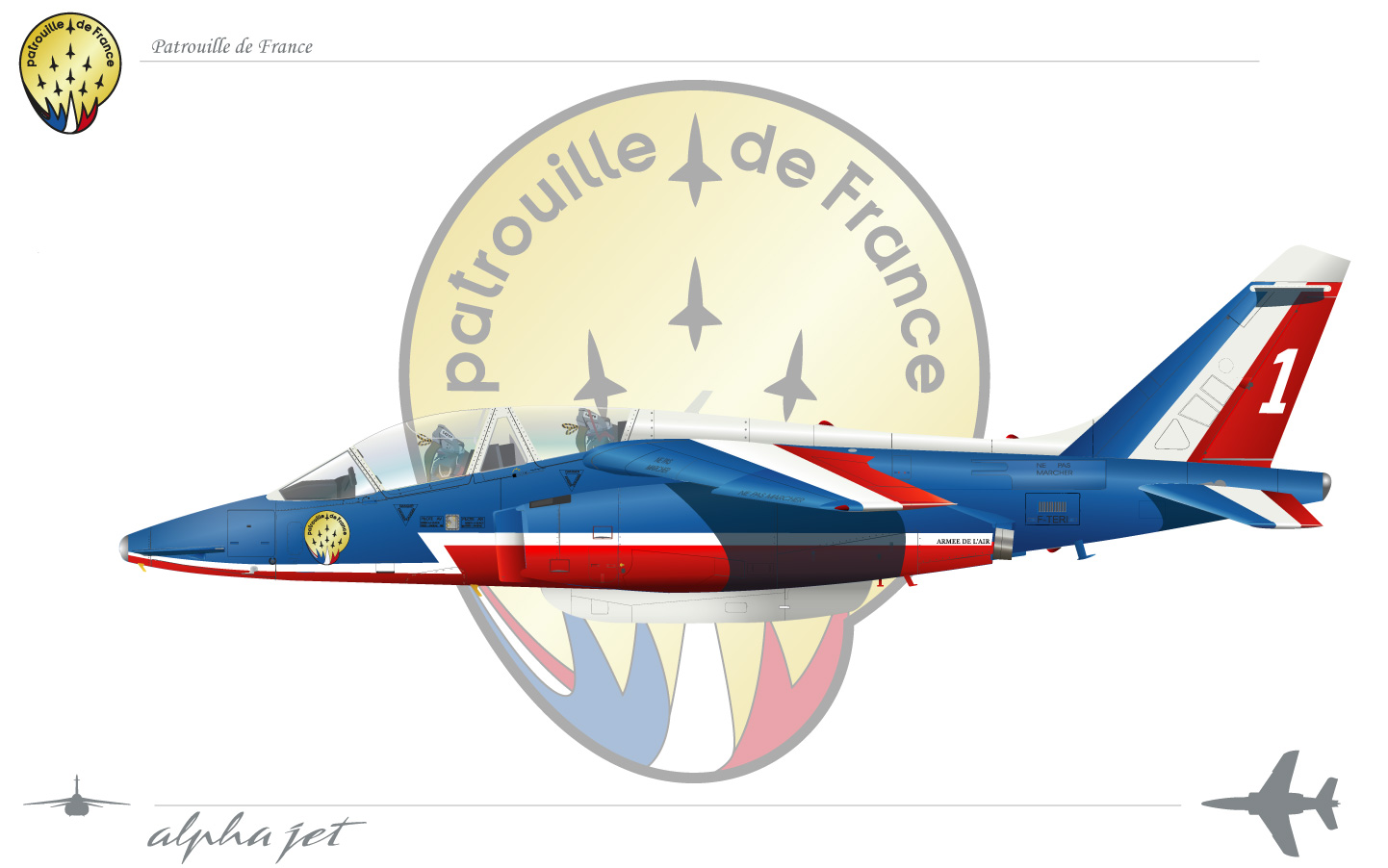